# اچ‌نوام‌اس اسلایپنر (۱۸۷۷)
اچ‌نوام‌اس اسلایپنر (۱۸۷۷) (به انگلیسی: HNoMS Sleipner (1877)) یک کشتی بود که طول آن ۵۳٫۲۶ متر (۱۷۴ فوت ۹ اینچ) بود. این کشتی در سال ۱۸۷۷ ساخته شد.